# 오츠키 히비키
오츠키 히비키(일본어: 大槻 ひびき 오쓰키 히비키[*], 1988년 2월 21일 ~ )는 일본의 AV 배우이다.

## 수상
- 스카파! 어덜트 방송대상 (도쿄 스포츠상)
- 핑크 영화상 (Best Actress: 4th Place)
- 핑크 영화상 (Best Actress)
- DMM.com.R18 성인상